# Schottegat
La Schottegat es una bahía y puerto natural en la isla de Curazao, una dependencia de los Países Bajos en las Antillas que está conectada a la bahía de Santa Ana y gracias a esta última que forma un canal, con el Mar Caribe.
Schottegat esta ahora completamente en Willemstad. En Schottegat están, entre otras:
- Isla, una península con las refinerías de petróleo de PDVSA (la compañía petrolera estatal venezolana).
- El fuerte Nassau y una fortaleza desde 1797.
- La Base Naval de Parera.